# Янюк Микола Іванович
Мико́ла Іва́нович Яню́к (19 грудня 1961 — 24 серпня 2015) — солдат Збройних сил України, учасник російсько-української війни.

## Життєпис
Народився 1961 року у місті Рахові Закарпатської області. Навчався в Ленінградському фізико-технологічному інституті, здобувши професію інженера, після цього працював на різних посадах. Проживав в місті Немирів.
Доброволець, призваний 9 березня 2015 року; солдат, стрілець-сапер 1-го саперно-мінного батальйону, 54-та окрема механізована бригада. Зазнав поранення, після лікування повернувся на передову.
23 серпня 2015-го під час огляду взводного опорного пункту поблизу селища Золоте Попаснянського району підірвався на «розтяжці», цим врятував від загибелі двох побратимів у караулі — завжди йшов попереду, щоб прикрити від небезпеки інших.
Помер 24 серпня 2015 року в лікарні міста Сєвєродонецьк.
27 серпня 2015-го похований у місті Немирів.

## Нагороди та вшанування
За особисту мужність, сумлінне та бездоганне служіння Українському народові, зразкове виконання військового обов'язку відзначений — нагороджений
- орденом «За мужність» ІІІ ступеня (16.1.2016, посмертно)[1]